# Anuradha (nakszatra)
Anuradha (Dewanagari: अनुराधा, Anuradha) – nakszatra, rezydencja księżycowa.
Termin używany w astrologii dźjotisz do określenia części Zodiaku, która położona jest w dwóch znakach - Skorpiona i Strzelca.
Dosłownie chwalić, wielbić, dawać, bogactwo. Czas przyjaźni, pełen kontaktów z miłymi ludźmi. Dobry na przyjemności i zabawy.